# Jiddu Krishnamurti

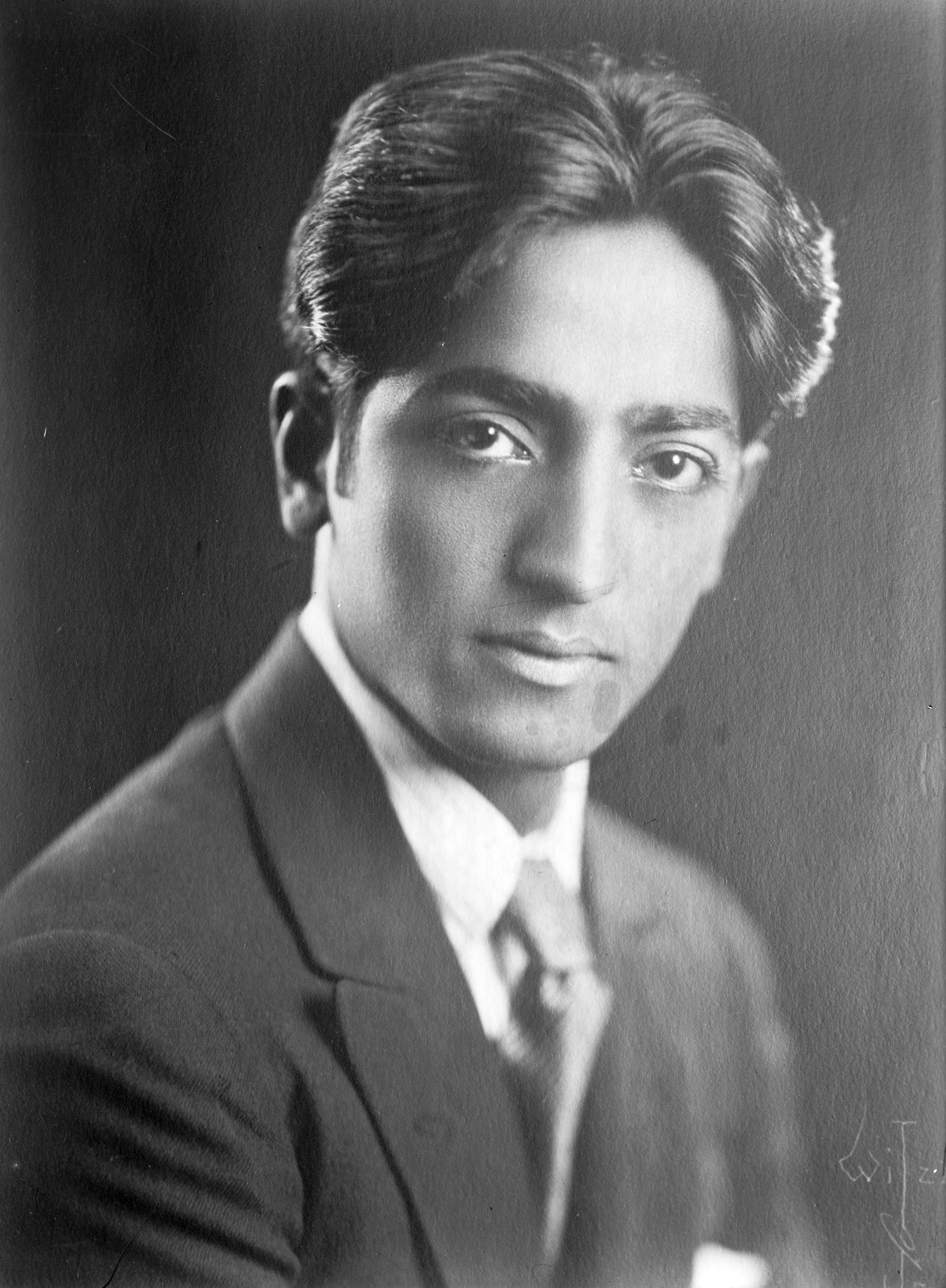
Jiddu Krishnamurti

Jiddu Krishnamurti (telugu జిడ్డు కృష్ణమూర్తి; trb. Dźiddu Krysznamurti; po ok. 1950 K; ur. 12 maja 1895 w Madanapalle, zm. 17 lutego 1986 w Ojai) – indyjski filozof, mówca i pisarz. Za młodu przygotowywany przez teozofów do roli wehikułu Nauczyciela Świata. Po zerwaniu w 1929 z teozofią niezależny nauczyciel duchowy, który powtarzał „prawda jest krainą bez dróg”. Nauczał, że „wolność znajdujemy w niewybiórczym uświadomieniu sobie naszej codziennej egzystencji i działalności”, a człowieka wyzwala obserwacja związków, w jakie wchodzi z innymi ludźmi i światem, prowadzona wtedy, gdy zdaje sobie sprawę z iluzoryczności podziału na obserwującego i to, co obserwowane.

## Dzieciństwo
Jiddu Krishnamurti urodził się w maju 1895 w miasteczku Madanapalle, 230 km na północ od Madrasu, jako ósme dziecko w bramińskiej rodzinie używającej języka Telugu. Jego ojciec, Narayaniah, średniego szczebla urzędnik brytyjskiej administracji, należał do Towarzystwa Teozoficznego. Matka, Jiddu Sanjeevamma, bardzo religijna i uważana za medium, urodziła Krishnamurtiego – który swe imię zawdzięczał temu, że Kriszna miał być ósmym awatarem Wisznu – w pokoju zwanym puja, stanowiącym rodzaj domowej świątyni.
Kriszna był chłopcem wątłym; przez rok nie chodził do szkoły z powodu krwotoków z nosa i z ust. Nauką w szkole nie przejawiał zainteresowania, spędzał natomiast całe godziny zapatrzony w chmury, na rośliny i zwierzęta lub spoglądając w nieokreśloną dal. W szkole często był bity. Pasja oglądania, połączona z niechęcią do abstrakcyjnej wiedzy, charakteryzowała go do końca życia. W osobliwym z nią kontraście pozostawała inna niezmienna cecha jego osobowości, jaką była fascynacja urządzeniami mechanicznymi.
Gdy rodzina popadła w nędzę po śmierci Sanjeevammy w 1905, Narayaniah zwrócił się o pomoc do Annie Besant. Przyjęty do pracy, przeniósł się w styczniu 1909 do zniszczonej chaty w pobliżu Adyaru. Jego czterej pozostali przy życiu synowie znajdowali się wówczas w opłakanym stanie fizycznym.

## Tło wydarzeń
17 listopada 1875 Helena Pietrowna Bławatska (1831–1891), Henry Steele Olcott (1832–1907), William Quan Judge (1851–1896) i inni założyli w Nowym Jorku Towarzystwo Teozoficzne. Cele Towarzystwa określono następująco:
- utworzyć jądro uniwersalnego braterstwa ludzkości, bez podziału na rasy, wyznania, płeć, kasty czy kolor skóry,
- popierać studia w zakresie porównawczej religii, filozofii i nauki,
- badać niewyjaśnione prawa przyrody i drzemiące w człowieku moce.

Tak powstała pierwsza zorganizowana grupa ludzi Zachodu, którzy jechali do Indii nie jako zdobywcy lub misjonarze, ale jako uczniowie. Na przedmieściu Madrasu, u ujścia rzeki Adyar do Zatoki Bengalskiej, zakupiła w 1892 teren, który stał się Siedzibą Główną Towarzystwa Teozoficznego.
Podstawą doktrynalną stały się zrazu dwa dzieła Bławatskiej: Isis Unveiled (Izyda odsłonięta, 1877) i The Sacred Doctrine (Doktryna Tajemna, 1888). Mieszały się w nich wierzenia gnostyków, hinduistów i buddystów (zwłaszcza tybetańskich). W niezliczonych światach niezliczone dusze ewoluują – ulegając reinkarnacji – od stadium mineralnego, przez stadia roślinne, zwierzęce, a wreszcie żywoty w postaciach ludzkich, ku boskości. Niektórzy z tych, którzy osiągnęli to najwyższe stadium, dobrowolnie żyją na Ziemi (niczym bodhisattwowie mahajany), by pomagać ludziom w rozwoju duchowym, stosownie do osiągniętego stopnia doskonałości przekazując im taką czy inną religię. W 1889 Bławatska ogłosiła, że nadszedł czas, by bodhisattwa Maitreja przekazał ludzkości nowe nauki. Miał to uczynić wykorzystując – jako wehikuł – ciało wybranego człowieka.
Po śmierci Bławackiej wiodącą pozycję w Towarzystwie Teozoficznym zaczęła zyskiwać Annie Besant (1847–1933), pełniąca funkcję Prezydenta TT w latach 1907–1933. Blisko współpracował z nią, uważany powszechnie za jasnowidza, Charles Webster Leadbeater (1847–1934). W maju 1909 na plaży w Adyarze Ledbeater dostrzegł 14-letniego chłopca, którego opiekujący się nim teozofowie uważali za niedorozwiniętego umysłowo – i oznajmił, że to on stanie się wehikułem Nauczyciela Świata. Chłopiec nazywał się Jiddu Krishnamurti.

## Niedoszły wehikuł Nauczyciela Świata
Po rewelacjach Leadbeatera Krishnamurti, wraz z młodszym bratem Nityananą, został zabrany ze szkoły i oddany pod opiekę czołowych teozofów. Opracowano dla nich specjalną dietę i zaaplikowano im ćwiczenie fizyczne (na wzór angielski: tenis, jazda na rowerze, pływanie). Chłopcy szybko odbierali kolejne ezoteryczne Wtajemniczenia, a Ledbeater ogłaszał w kolejnych numerach „Theosophist” relację z kolejnych żywotów Krishnamurtiego – występującego pod pseudonimem Alcyone – od roku 22 662 p.n.e. poczynając. W 1910 ukazała się broszura At the Feet of the Master, by Alcyone (U stóp Mistrza), wydana wkrótce w przekładach na 27 języków. Ponoć Leadbeater spisał ją pod dyktando Krishnamurtiego, który powtarzać miał to, co w trakcie okultystycznego transu mówił mu Mistrz Koot Hoomi.
11 stycznia 1911 jeden z czołowych teozofów, George Arundale (1878–1945), założył Zakon Wschodzącego Słońca, który w parę miesięcy później, przemianowany na Zakon Gwiazdy na Wschodzie (The Order of the Star in the East), stał się międzynarodową organizacją mającą przygotować ludzkość na Przyjście Nauczyciela Świata. 16-letni Krishnamurti został jego Naczelnikiem, Besant i Leadbeater Protektorami, a Arundale sekretarzem. Na początku 1914 Zakon zrzeszał 15 tysięcy członków.
Odkrycie Krishnamurtiego i założenie Zakonu Gwiazdy doprowadziło do największej w dziejach Towarzystwa Teozoficznego schizmy: opuścił je w 1913 r., wraz z większością lóż niemieckich, Rudolf Steiner, tworząc własne Towarzystwo Antropozoficzne.
Narayaniah jeszcze w marcu 1910 podpisał dokument przekazujący Besant prawo do opieki nad oboma synami. Ale gdy wbrew obietnicom zaczęto łamać reguły kastowe, zażądał przywrócenia praw rodzicielskich – a wtedy Besant wywiozła chłopców do Anglii. W Anglii, a także we Francji i we Włoszech, przebywali przez kolejne dziesięć lat. Goszczeni w arystokratycznych domach (wielu teozofów pochodziło z wyższych sfer) nabrali wytwornych manier i przywykli do luksusu. Trwały procesy sądowe o ich powrót do ojca, ale gdy osiągnęli pełnoletność zdecydowali pozostać w Anglii. Krishnamurti oblewał kolejne egzaminy maturalne, natomiast Nityananda z powodzeniem studiował prawo.
Od stycznia 1921 Krishnamurti zaczął ogłaszać krótkie teksty w oficjalnym organie Zakonu Gwiazdy, miesięczniku „The Herald of the Star”. W lipcu tego roku odbył się w Paryżu pierwszy światowy Kongres Towarzystwa Teozoficznego, a zaraz po nim Kongres Zakonu Gwiazdy na Wschodzie. Na życzenie przewodniczącego temu drugiemu Krishnamurtiego przyjęto uchwałę, że w Zakonie nie będą odprawiane żadne rytuały. Zakochał się, zapewne z wzajemnością, w 17-letniej Helen Knothe, wychowanej w zamożnej rodzinie teozoficznej. Rozstał się z nią jednak, aby dalej pełnić swoją rolę (teozofowie oczekiwali, że ludzie na wysokim stopniu rozwoju duchowego będą żyć w celibacie). Później Helen została autorką wpływowych książek o zasadach „dobrego/prostego życia”, jakie sama prowadziła z mężem Scottem Nearingiem.
W tym samym roku stwierdzono, że Nityananda jest chory na gruźlicę. Gdy jego stan się poprawił, bracia wyjechali do Indii i po raz ostatni spotkali się z bliskim już śmierci ojcem. Gdy padli na kolana i zgodnie ze zwyczajem dotknęli jego stóp czołami, Narayaniah wyszedł, by umyć nogi splamione przez nieczystych.
Stan Nityanandy pogorszył się i wtedy wysłano braci do Kalifornii, do otoczonej górami Doliny Ojai, zamieszkanej wówczas tylko przez paręset osób. Tam w 1922 zaczął się „proces”: Krishnamurti tracił prawie przytomność, niekiedy przemawiał głosem małego dziecka, a zarazem doznawał bardzo silnych bóli, zwłaszcza głowy, karku i kręgosłupa. Towarzyszyły temu przeżycia często zwane mistycznymi. Jak pisał w liście do Besant:
Po pewnym czasie poczułem, że opuszczam swe ciało. Ujrzałem siebie siedzącego pod delikatnymi, wątłymi liśćmi drzewa. Zwrócony byłem ku wschodowi. Przede mną było moje ciało, a ponad mą głową ujrzałem Gwiazdę, jasną i czystą. Potem odczułem wibrację Buddy, zobaczyłem Maitreję i Mistrza K.H. Byłem tak szczęśliwy, cichy i spokojny. Widziałem swe ciało i unosiłem się obok. W powietrzu i we mnie panował tak głęboki spokój, spokój dna przepastnego, niezgłębionego jeziora.
„Procesu”, który powracał do końca życia, nie zbadał nigdy żaden lekarz czy psychiatra. Pod wpływem tych pierwszych doświadczeń Krishnamurti napisał The Path, poetycką opowieść o samotnej wędrówce, przez kolejne żywoty, ku Wyzwoleniu.
W 1923 bracia przybyli do Europy, m.in. po to, by odebrać Zamek w Eerde w Holandii, podarowany przez bogatego teozofa na siedzibę główną Zakonu Gwiazdy. Rok później w Ommen, na terenach przylegających do Zamku, odbył się pierwszy Obóz Gwiazdy, podczas którego Krishnamurti przemawiał do 500 uczestników. Bracia wrócili, przez Włochy i Australię, do Ojai. Towarzyszył im Desikacharya Rajagopal (1900–1993), studiujący wtedy, dzięki pomocy teozofów, prawo na Uniwersytecie Cambridge.
Krishnamurti, zapewniony przez Mistrzów, że Nityananda nie umrze, zostawił brata i pojechał w 1925 do Europy, a stamtąd późną jesienią odpłynął, w otoczeniu przywódców Towarzystwa Teozoficznego, do Adyaru. Całe to grono rozdarte było przez spory, kto jakie miejsce zajmie i jaką rolę będzie pełnił, gdy Maitreja, używając ciała Krishnamurtiego, przemówi wreszcie do ludzkości. Gdy statek dopłynął do Port Saidu, przyszedł telegram z wieścią, że Nityananda 13 listopada 1925 zmarł. W ciągu następnych dni, w stanie głębokiego szoku, Krishnamurti przeszedł duchową rewolucję. Zrozumiał najwyraźniej, że wizje Mistrzów były złudzeniami, jakie przeżywał pod presją teozoficznych nauk. Pod koniec grudnia w Adyarze zaczął nagle mówić w pierwszej osobie: „Przyszedłem dla tych, którzy pragną współczucia, którzy tęsknią za wyzwoleniem…”. Annie Besant nie miała wątpliwości: „(...) to wydarzenie oznaczało ostateczną konsekrację wybranego wehikułu (...) ostateczną akceptację ciała wybranego dużo wcześniej (...) Przyjście się rozpoczęło”. Jej konkurenci twierdzili jednak, że niczego nie zauważyli.
W lipcu 1926 odbył się trzeci Obóz Gwiazdy w Ommen, w którym wzięło udział dwa tysiące osób różnych narodowości. Wygłoszone przez Krishnamurtiego mowy wydano – po poprawkach językowych, nie był bowiem jeszcze zbyt dobrym mówcą – jako broszury Kingdom of Happiness i The Pool of Wisdom, od razu w przekładach na szereg języków. Tymczasem walki frakcyjne w Towarzystwie Teozoficznym i Zakonie Gwiazdy, związane z Przyjściem, nasilały się. Bezsilna wobec nich Besant wyjechała z Krishnamurtim na kilka miesięcy do Ojai. Kupiła tam ok. 300 hektarów ziemi na budowę szkoły i organizację obozów. Będąc świadkiem „procesu” pisała w liście do Arundale’a: „J. K. zmienia się przez cały czas; ale nie wygląda to tak, jakby on wychodził a Bóg wchodził, wygląda to raczej na zmieszanie się świadomości”. A przed wyjazdem z Ojai opublikowała oświadczenie: „Nauczyciel Świata jest wśród nas”. Przed czwartym Obozem Gwiazdy latem 1927 Krishnamurti oświadczył:
Nie wolno wam uczynić ze mnie autorytetu. (…) Mogę być drzwiami, ale to wy musicie przez nie przejść i znaleźć leżące za nimi wyzwolenie (…). Ten, kto osiągnął wyzwolenie, stał się Nauczycielem – jak ja. Leży w mocy każdego wejść w ten płomień, stać się płomieniem.
Wniosek był oczywisty: Mistrzowie są dla rozwoju duchowego zbędni. Wśród słuchaczy zapanowała konsternacja. Mimo to, skoro Nauczyciel już przyszedł, Zakon Gwiazdy na Wschodzie przemianowano na Zakon Gwiazdy i założono miesięcznik „International Star Bulletin” (jego polskojęzyczna wersja nosiła tytuł „Wiadomości Gwiazdy”). Cele Zakonu określono następująco:
- połączyć wszystkich, którzy wierzą w obecność Nauczyciela Świata na Ziemi,
- pracować na wszelkie sposoby nad urzeczywistnieniem ustanowionych przez niego dla ludzkości ideałów.

Wszystko to jeszcze zaostrzyło spory. Tymczasem Krishnamurti pytany, czy wierzy w Mistrzów, 2 sierpnia oznajmił:
Gdy byłem małym chłopcem widywałem Sri Krishnę z fletem takiego, jakim przedstawiają go Hindusi. (...) Gdy dorosłem i zetknąłem się z Biskupem Leadbeaterem i z Towarzystwem Teozoficznym, zacząłem widywać Mistrza K.H. – znów w postaci, jaką mi przedstawiono. (...) Martwi was to, czy istnieje ktoś taki jak Nauczyciel Świata, który przejawił siebie w ciele pewnej osoby, Krishnamurtiego (…). Dotąd zależni byliście od autorytetu obu Opiekunów Zakonu lub kogoś innego, kto wyjawić miał wam Prawdę, podczas gdy Prawda znajduje się w was. We własnych sercach, we własnym doświadczeniu znajdziecie Prawdę, a tylko to ma wartość.
Obozowe mowy, których wysłuchało ok. trzy tysiące uczestników, ogłoszono pt. By What Authority?. W 1928 zorganizowano Obozy Gwiazdy w Adyarze, Benares i Ojai. Krishnamurti, jak pisał, starał się pełnych oddania uczestników „ocalić przed nimi samymi”. W międzyczasie Besant zainicjowała ruch Matki Świata i ogłosiła, że Rukmini Arundale, żona George’a, jest kolejną inkarnacją Maryi Dziewicy. W trakcie piątego Obozu Gwiazdy w Ommen w sierpniu 1928 mowy Krishnamurtiego wprawiały uczestników w coraz większy zamęt. Lady Emily Lutyens, jedna z jego najbliższych współpracowniczek, pisała w International Star Bulletin: „Jakież to dziwne, że przez siedemnaście lat oczekiwaliśmy Nauczyciela Świata (…) a teraz, gdy mówi nam o tym, co leży poza wszelką formą, rani nas to i oburza (…) On chce, by każdy z nas zajął się własną pracą, własnym dziełem serca i myśli, a tego właśnie spodziewaliśmy się po nim najmniej”.
Sprawność umysłowa Besant gwałtownie się w tym okresie pogarszała. Arundale natomiast oświadczyła Krishnamurtiemu, że nie wierzy, by był Nauczycielem Świata: „Ty idziesz swoją drogą, a my swoimi. Ja także mam czego nauczać”. Tymczasem uruchomiona została, pod patronatem Krishnamurtiego, Rishi Valley School, położona niedaleko miejsca jego narodzin. Nabyto też teren pod budowę szkoły w Rajghat, nad brzegiem Gangesu niedaleko Benares (otwarto ją w 1934; obie szkoły działają do dziś). W trakcie Zjazdu Towarzystwa Teozoficznego, który odbył się w grudniu 1928 w Benares pod przewodnictwem Krishnamurtiego, część uczestników, w tym liczni członkowie Zakonu Gwiazdy, uczestniczyła w celebrowanych przez Arundale’a mszach Liberalnego Kościoła Katolickiego. Jednocześnie Besant ogłosiła, a Leadbeater to potwierdził, że Krishnamurti zjednoczył się z Maitreją tylko częściowo – tak więc jest Nauczycielem, ale jego wskazania nie są powszechnie obowiązujące. Doprowadziło to do jeszcze większego zamętu, walki frakcyjne trwały na dobre.

## Rozwiązanie Zakonu Gwiazdy
2 sierpnia 1929 otwarty został, w atmosferze napięcia i oczekiwania, szósty Obóz Gwiazdy w Ommen. Dzień później, w obecności Annie Besant, trzech tysięcy członków Zakonu Gwiazdy i przed mikrofonami holenderskiego radia Krishnaji wygłosił swą najsłynniejszą mowę: Rozwiązanie Zakonu Gwiazdy:
Pamiętacie może opowieść, jak to diabeł szedł z przyjacielem ulicą, i jak ujrzeli przed sobą człowieka, który zatrzymał się, podniósł coś z ziemi, obejrzał i włożył do kieszeni. „Co on znalazł?”, spytał przyjaciel. Diabeł na to: „Znalazł odrobinę Prawdy”. „To chyba ci bardzo nie na rękę?” „Ależ nie”, odrzekł diabeł, „pozwolę mu ją teraz zinstytucjonalizować”.
Twierdzę, że Prawda jest krainą bez dróg i że (…) nie zbliża do niej żadna religia, żadna sekta. (…) Prawdy, która jest nieograniczona, nieuwarunkowana, (…) nie da się ująć jej w ramy organizacji (…). Jeśli się to uczyni, umiera ona i ulega krystalizacji; staje się wyznaniem, sektą, religią, którą narzuca się innym. (…) Zawęża się prawdę i czyni z niej zabawkę dla ludzi słabych, chwilowo niezadowolonych. Prawdy nie da się sprowadzić w dół, to raczej jednostka musi zdobyć się na wysiłek, by się do niej wznieść. (…) Zainteresowanie, które nie jest zrodzone z miłości Prawdy dla niej samej, a jedynie wzbudzone przez organizację, jest bezwartościowe. Organizacja przeobraża się w schemat, do którego jej członkowie mogą się wygodnie dopasować. Nie dążą już do Prawdy, nie wdrapują się na górski szczyt, ale raczej wyszukują sobie wygodne miejsce lub pozwalają, by umieściła ich tam organizacja i uważają, że będzie ona w ten sposób wiodła ich ku Prawdzie.

(…) Nie mam uczniów, nie mam apostołów, czy to na tej Ziemi, czy w dziedzinie ducha. (…) Jeżeli znajdzie się choćby pięciu ludzi, którzy będą słuchać, którzy będą żyć z twarzami zwróconymi ku wieczności, to wystarczy. Po co mieć tysiące nie rozumiejących, zabalsamowanych od stóp do głów w przesądzie, nie pragnących nowego, a raczej tłumaczących to, co nowe tak, aby zadowalało ich bezpłodne, ociężałe jaźnie? (...) Mam (…) tylko jeden cel: uczynić człowieka wolnym, zachęcić go do wolności, pomóc mu wyzwolić się od wszelkich ograniczeń, bo tylko to da mu wieczne szczęście (…). Ponieważ ja jestem wolny, nieuwarunkowany, pełny (…) to pragnę, by ci, którzy chcą mnie zrozumieć, byli wolni; ale nie by za mną szli i uczynili ze mnie klatkę (…). Raczej niech będą wolni od wszelkich lęków – od lęków religijnych, od lęku o zbawienie, od lęku duchowości, od lęku o miłość, od lęku przed śmiercią, od lęku przed samym życiem. (…) Nie chcę, byście się ze mną zgadzali, nie chcę, byście za mną szli, chcę, byście zrozumieli to, co mówię.
Po Obozie w Ommen, który zakończył się 7 sierpnia, przystąpiono do likwidacji działających pod egidą Zakonu instytucji. Zamek Eerde zwrócono jego dawnemu właścicielowi, zachowując jednak 160-hektarowy obszar Obozu. Zachowano też kierowane przez D. Rajagopala wydawnictwo The Star Publishing Trust, które do końca 1930 r. kontynuowało wydawanie „International Star Bulletin”, a do 1933 „Star Bulletin” (edycja polska nosiła tytuł „J. Krishnamurti – Przemówienia”).
Na Zjeździe Towarzystwa Teozoficznego w grudniu 1929 Leadbeater oświadczył: „Przyjście zeszło na manowce”. Leadbeater, a także Arundale i C. Jinarajadasa (1875–1953) przyznali, że Krishnamurti ma coś światu do powiedzenia, jego nauka to jednak tylko część, jedna z barw religijnego spektrum, a jedynie teozofia zespala je wszystkie w Białe Światło Prawdy. Spory zakończyły się wystąpieniem Krishnamurtiego z Towarzystwa Teozoficznego, choć Rajagopal pozostał jego członkiem.

## Nauczanie w latach 30. XX wieku
Po rozstaniu z teozofią Krishnamurti zamieszkał w Ojai, w domu obok mieszkał, ze swą żoną Rosalind (1903–1996), D. Rajagopal, który przejął w swe ręce wszystkie sprawy organizacyjne. Ustalał trasy podróży i kalendarz wystąpień Krishnamurtiego, przygotowywał do druku teksty mów, prowadził korespondencję, dbał o pieniądze pochodzące ze sprzedaży książek i darowizn.
Krishnamurti pozostał wobec tych praktycznych spraw obojętny. Wbrew stereotypowi mędrca uwielbiał wysokiej klasy samochody, jakie czasem udostępniali mu bogaci zwolennicy i przyjaciele. Niesłychanie dbał o wygląd zewnętrzny, szył ubrania u renomowanych krawców i utrzymywał je w nienagannym stanie. Buty, zawsze brązowe i robione na miarę, co dzień odstawiał na miejsce umieszczając w nich drewniane wkładki, sam czyścił je do połysku. W Indiach nosił ubrania indyjskie, w Europie i w Ameryce zachodnie, w mieście garnitur, na wsi strój nieformalny. Bardzo dbał też o zdrowie. Wątłe i wciąż zapadające na choroby ciało miało sprawnie służyć jego misji. Dobrze je przeto odżywiał, nie pił alkoholu i nie palił papierosów, nie jadł mięsa, unikał kawy i herbaty. Co dzień wykonywał ćwiczenia hatha jogi i chodził na długie spacery. „Proces” w późniejszych latach złagodniał, ale silne bóle głowy dokuczały mu do końca życia. Wciąż chorował na zapalenia oskrzeli i katar sienny. Słabe zdrowie nadwyrężały nieustanne podróże i związane z tym zmiany klimatu, kontakty z rzeszami ludzi. Jego waga spadała często, przy średnim wzroście, poniżej 50 kilogramów. Dlatego po okresach intensywnej działalności wyjeżdżał na kilkutygodniowe odpoczynki w góry.
Obozy w Ommen, Ojai, pod Adyarem i w Benares odbywały się nadal, teraz otwarte dla szerokiej publiczności. Podczas 8-miesięcznego objazdu krajów Ameryki Łacińskiej wygłosił 25 mów, nauczał też we Włoszech, Norwegii i na Nowej Zelandii. Nowych słuchaczy interesowało raczej to, co Krishnamurti ma do powiedzenia, niż tym, kim jest, a uczestników nie ubyło. Stenografowane teksty mów z lat 1930., redagowane przez Rajagopala, ukazywały się w tomach wydawanych przez The Star Publishing Trust.
W 1931 Rosalind urodziła córkę, Radhę, a zaraz potem Rajagopal oświadczył, że odtąd będą żyli w separacji. Pogrążony w pracy prawie nie zajmował się dzieckiem, a rolę ojca częściowo przejął Krishnamurti. Po roku zaczął się jego romans z Rosalind, który trwał przez ćwierć wieku. Była zapewne pierwszą kobietą, z którą – wcześniej ściśle nadzorowany przez teozofów – utrzymywał relacje intymne.
Osiem lat od wybuchu II wojny światowej spędził w Kalifornii, głównie w towarzystwie Rajagopalów, rzadko udzielając się publicznie. Gdy pojawiły się trudności z zaopatrzeniem, uprawiali ogród, hodowali też krowę, kury i pszczoły. Wiele czasu spędzał na samotnych spacerach, a gdy zdobył trochę benzyny, jeździł z dużą prędkością oddanym mu do dyspozycji samochodem. Ich sąsiadami i przyjaciółmi byli w tych latach Aldous Huxley i jego żona Maria. Mowy w Ojai, jakie znów wygłaszał od 1944, publikowało nowe wydawnictwo, Krishnamurti Writings Inc., z Rajagopalem i Krishnamurtim jako udziałowcami. We wrześniu 1946 r. rozpoczęła działalność koedukacyjna Happy Valley School, którą Rosalind kierowała 1988.

## Rozkwit nauczania
15 sierpnia 1947 r. Indie odzyskały niepodległość. Postawiony, jak każdy Hindus, przed wyborem, Krishnamurti zwrócił paszport brytyjski i przyjął indyjski. Po czym w październiku sam odleciał do rozdzieranych wojną domową Indii. Ponoć Krishnamurti powiedzieć miał kiedyś o sobie: „Prawdziwe przebudzenie nastąpiło w Indiach w latach 1947–1948”  (panditowie Maharasztry uznali go za Przebudzonego w 1948 r., panditowie z Varanasi dziesięć lat później). Według Sadego, jeśli można przyjąć, że coś takiego jak Przebudzenie (Wyzwolenie, Oświecenie, moksza, samadhi, nirwana, satori) istnieje i że Jiddu je osiągnął, powstaje pytanie, kiedy to nastąpiło. Twierdzono niegdyś, że przełom wywołała wieść o śmierci Nityanandy. Potem, gdy ujawniono relacje o wydarzeniach w Ojai 1922, niektórzy przesunęli datę o trzy lata wcześniej. Ale czy Przebudzonym, co zwykle wiąże się z bezpośrednim oglądem Prawdy, może być ktoś wierzący w teozoficznych Mistrzów? Do roku 1929 często, a przez kilka następnych lat sporadycznie, opierał swe nauczanie na doktrynie reinkarnacji. Później sama ta doktryna poddana była oglądowi: niczemu nie przecząc i nie potwierdzając, Krishnamurti skłonność do wiary w reinkarnację uznawał za coś, co ogarnąć trzeba rozumiejącym spojrzeniem. A podczas jednej z ostatnich w życiu mów pytał słuchaczy, czy wierzą w reinkarnację, z wyraźną nutką ironii. W ocenie Sadego, to właśnie w mowach wygłaszanych w tym czasie w Indiach nauczanie Krishnamurtiego osiągnęło pełną dojrzałość. Łączyła się w nich troska o to, co stanie się z ludzkością, z przekonaniem, że jedynym ratunkiem jest przemiana, która dokonać się może jedynie na poziomie jednostkowym. Jak mówił przez radio w Madrasie w 1947:
Zdajemy sobie sprawę z chaosu i cierpienia, jakie panują w nas samych i wokół nas. Chaos ten nie jest przejściowym kryzysem, jakich wiele bywało w historii, lecz przełomem o wyjątkowej doniosłości. W różnych okresach historii miewaliśmy wojny, ekonomiczne zastoje i wstrząsy społeczne. Obecnego kryzysu nie można porównać do tamtych, powtarzających się co pewien czas zaburzeń, gdyż nie jest on zjawiskiem zachodzącym w jakimś poszczególnym kraju, ani też wynikiem jakiegoś jednego systemu religijnego czy społecznego; jest to katastrofa sięgająca samej istoty, wartości i znaczenia człowieka. Nie należy więc myśleć o kompromisowych wyjściach, o łataniu tego, co jest, reformami, ani też usiłować zastąpić jeden system drugim. Aby móc stan dzisiejszy zrozumieć, musimy sami przejść rewolucję uczuć i myśli. Bowiem nie tylko zewnętrzne wypadki – jakkolwiek straszne były i wstrząsające – sprowadziły obecny chaos i mękę, są one raczej wynikiem chaosu i nędzy w każdym z nas. A więc zanim nie zrozumiemy zagadnienia jednostki, nie może być mowy o ładzie w nas samych, a więc i na zewnątrz nas. (...) Ponieważ my sami jesteśmy odpowiedzialni za panujący dziś chaos, więc w sobie samych musimy dokonać przewartościowania wszystkich wartości.
Wkrótce po przybyciu do Bombaju poznał dwie siostry, które na następnych czterdzieści lat stały się głównymi organizatorkami jego działalności w Indiach. Pierwsza to Nandini Mehta, żona bogatego przemysłowca, która wkrótce po pierwszym spotkaniu z Krishnamurtim wystąpiła do sądu o rozwód z mężem, oskarżając go o okrucieństwo (rzecz w tym czasie w Indiach rzadka). Druga to Pupul Jayakar, przyjaciółka i współpracowniczka Indiry Gandhi, zaangażowana w rozwój rzemiosł w swym kraju. Do Krishnamurtiego zbliżyło się wielu dawnych współpracowników Mahatmy Gandhiego, rozczarowanych tym, co działo się w Indiach po odzyskaniu niepodległości: erupcją gwałtu, społeczną niesprawiedliwością i bezwzględną walką o władzę toczoną przez niedawnych bojowników o idee satyagrahy.
Do końca życia K (tak na jego życzenie zaczęto go nazywać) wygłaszał w Indiach, Europie i USA, a czasem na Cejlonie czy w Australii, dziesiątki mów rocznie (zawiesił działalność dwa razy, od lata 1950 do listopada 1951, oraz od marca 1957 do września 1958). Mowy były zawsze improwizowane, prawie zawsze na koniec Krishnamurti odpowiadał na zadane mu pytania. Do 1968 stenografowane teksty tych mów publikowało Krishnamurti Writings Inc.
Od 1953 książki Krishnamurtiego zaczęły ogłaszać Harper and Row w USA i Victor Gollancz w Anglii. Na pierwszą, Wychowanie a sens życia, składały się fragmenty wypowiedzi Krishnamurtiego na temat edukacji. (W tym czasie pod jego patronatem działały w Indiach Rishi Valley i Rajghat; wycofał się natomiast ze współpracy z prowadzoną przez Rosalind i mającą znakomitą opinię Happy Valley School). Wielkim sukcesem okazała się Pierwsza i ostatnia wolność (1954), na którą składało się kilkadziesiąt fragmentów, wybranych przez Rajagopala z różnych mów i odpowiedzi na pytania, całość wstępem poprzedził Aldous Huxley. Następnymi wydanymi u Gollancza i w Harper and Row książkami były trzy tomy Uwag o życiu (1956, 1959, 1960). Łącznie w latach 1953–1987 oba wydawnictwa opublikowały 23 książki K, kilkanaście ukazało się nakładem innych oficyn.

## Zerwanie z Rajagopalem
Sprawy praktyczne Krishnamurti oddawał w ręce innych. Wybranym ludziom ufał, bez czytania podpisywał podsuwane mu dokumenty i bez wnikania w sytuację postępował tak, jak mu doradzali. W 1958 podpisał rezygnację z udziału w Krishnamurti Writings Inc., a następnie dokument przyznający Rajagopalowi wyłączność na wydawanie jego książek. Tymczasem narastały konflikty między nimi. Szereg osób poczęło niepokoić się o losy przekazanych wcześniej darowizn, a Rajagopal odmówił zarówno udzielenia informacji na temat finansów KWInc., jak i przyjęcia Krishnamurtiego na powrót do Zarządu.
W 1961 Krishnamurti po raz pierwszy zgodził się na nagranie mów na magnetofon. Przez kilka miesięcy prowadził też dziennik – zapis swych stanów świadomości. Te prowadzone przez pół roku zapiski, opublikowane w 15 lat później jako Krishnamurti’s Notebook (tłum. pol. Dziennik z podróży), uważane są dziś przez wielu za klucz do jego nauczania. Od 1961 co roku wygłaszał w lecie – w ogromnym namiocie – cykle mów w Saanen w Szwajcarii.
W 1964 r. pojawiła się w Saanen Mary Zimbalist (1915–2008), pochodząca z zamożnej nowojorskiej rodziny, świetnie wykształcona, o wyrafinowanym guście, bardzo bogata wdowa po znanym hollywoodzkim producencie filmowym. Pozostali ze sobą do końca jego życia.
Gdy w połowie lat sześćdziesiątych zaczęły gwałtownie rozwijać się młodzieżowe ruchy kontrkultury, Krishnamurti zaczął przemawiać na amerykańskich uniwersytetach. Jednak uczestników nowych ruchów traktował z rezerwą, mówiąc, że brak im należytej powagi. W 1966 zgodził się na utrwalanie swych mów na taśmie filmowej.

## Krishnamurti Foundations
Mimo kilku spotkań w cztery oczy stosunki z Rajagopalem jeszcze się pogorszyły. W rezultacie mowy wygłoszone w Indiach na początku 1967 stały się ostatnią publikacją Krishnamurti Writings Inc. W sierpniu 1968 założono Krishnamurti Foundation, England. W lutym 1969 rozpoczęła działalność Krishnamurti Foundation of America, z siedzibą w Ojai, a w styczniu 1970 w kierowana przez Pupul Jayakar Krishnamurti Foundation of India.
Za podarowane pieniądze kupiono w grudniu 1968 Brockwood Park (Hempshire, Anglia) – duży, późnogregoriański dom, wraz z piętnastohektarową posiadłością obejmującą porośnięty rzadkimi okazami drzew park. Stał się europejskim domem K. Uruchomiono tam działającą pod jego patronatem szkołę, od 1968 co roku we wrześniu wygłaszał w Brockwood Park, w olbrzymim namiocie, cykle mów. W 1969 jego ważnym współpracownikiem został znany fizyk i filozof fizyki David Bohm. Szereg ich rozmów ogłoszono drukiem. Bohm organizował seminaria z udziałem K, na które zapraszał wybitnych fizyków, biologów i psychologów, w związku z czym w mowach zaczęły pojawiać się wzmianki o tym, czego Krishnamurti dowiadywał się od naukowców. Od połowy lat siedemdziesiątych poczęto też organizować cykliczne dyskusje z amerykańskimi terapeutami, zainteresowanymi jego nauczaniem.
Długi proces sądowy z Rajagopalem zakończył się w 1974 podpisaniem ugody, na mocy której tereny w Ojai przeszły na własność Krishnamurti Foundation of America. Można też było opublikować odzyskany z archiwów Krishnamurti’s Notebook. Od 1975 zaczęto w Dębowym Gaju w Ojai na wiosnę organizować coroczne cykle mów; liczba uczestników sięgała pięciu tysięcy.
Zimę zwykle Krishnamurti spędzał w Indiach, w działających pod jego patronatem szkołach i w szeregu miast. Te coroczne wędrówki po całej ziemi, loty samolotem i noclegi w hotelach z upływem lat coraz bardziej go męczyły, nie znosił jednak bezczynności. Uwielbiał czytać w podróży dreszczowce, a w domu oglądać w telewizji filmy sensacyjne.
W 1975, po dziesięciu latach przerwy, zamieszkał w swym starym domu w Ojai. Wkrótce potem Mary Zimbalist zleciła budowę pięknego i luksusowego domu, obejmującego starą Sosnową Chatę. Jeździli luksusowym Mercedesem, który Krishnamurti regularnie czyścił i polerował. Życzył sobie, aby w nowym domu po jego i Mary śmierci powstała biblioteka i ośrodek studiów, ale by nikt tam nie spał.
Na początku lat siedemdziesiątych zmienił swój stosunek do tego, co stanie się z nauczaniem po jego śmierci. Pytany o to parę lat wcześniej odparł lekceważąco, że być może wszystko przepadnie. I oto nagle zaczął się ogromnie troszczyć o to, by nauczanie w nieskażonej postaci przekazywano dalej, gdy go zabraknie. Nalegał na włączanie do Fundacji ludzi młodych. Skłaniał członków Fundacji, by jak najwięcej mu towarzyszyli. Usilnie prosił, by po jego śmierci kontynuowały działalność szkoły.
Zmienił zdanie na temat udostępnienia szerokiej publiczności szczegółów ze swego życiorysu. Poprosił Mary Lutyens (1908–1999), córkę Emilii, o napisanie jego biografii. Mary znała go od dzieciństwa, słuchała jego nauk w latach 1920., ale po wyjściu w 1930 za mąż poczęła wieść światowe życie. Na nowo chłonęła jego nauczanie od początku lat 1960. Z fragmentów mów z lat 1963–4 zestawiła bardzo udany tomik Freedom from the Known. Owocem jej pracy stała się trzytomowa biografia, ogłoszona w latach 1975–1988. Również za jego namową Pupul Jayakar spisała relację o jego powojennych pobytach w Indiach.
Niemiecki przemysłowiec Friedrich Grohe sfinansował w latach 1980. budowę w Brockwood Park, w Rajghat, Rishi Valley i w himalajskim ustroniu Uttarkashi centrów studiów nad nauczaniem K. Wybuchły wtedy konflikty w gronie personeli szkół w Brockwood Park i Rajghat, a także między fundacją angielską i indyjską o prawa wydawania książek K.
W ostatnich latach bardzo zbliżyli się do Krishnamurtiego mnisi buddyjscy. Wielu twierdziło wręcz, że mówi on to, co mówiłby Budda gdyby żył w naszych czasach. Jeden z buddyjskich uczonych, Jagannath Upadhyaya (1921–1986), pojawił się zimą 1984–1985 z wiadomością, że w jakimś tybetańskim rękopisie sprzed wieków natrafił na proroctwo, iż nastąpi przyjście Maitreji, który użyje w tym celu ciała człowieka zwanego Krishnamurti.

## Śmierć
Latem 1985 Krishnamurti zaczął szybko słabnąć, jego waga spadła poniżej 50 kg, wystąpiły silne bóle brzucha. W Saanen ogłosił, że jest to ostatnie Zgromadzenie, odwołał też szereg zaplanowanych spotkań i mów. Do swojego lekarza rzekł: „ciało żyje po to, by mówić”. Pod koniec października odleciał do Indii. Dwukrotnie spotkał się z Rajivem Gandhim. Wygłosił cztery mowy w Rajghat i odbył cykl dyskusji z uczonymi buddyjskimi. W Rishi Valley uczestniczył w zjeździe nauczycieli ze wszystkich swych szkół. Słabł z dnia na dzień. Odwołał planowane na styczeń mowy w Bombaju i postanowił wracać wprost do Ojai z pominięciem Anglii. Mowy w Madrasie, planowane na przełom roku, zbiegły się z odbywającym się w Adyarze zjazdem Towarzystwa Teozoficznego – tysiące teozofów przyszło powitać go gdy przybył na tereny Towarzystwa. Podczas pierwszej mowy w ogrodach Vasanta Vihar miał gorączkę, wątek się rwał. Z trudnością schodził z podium, podczas gdy tłum ludzi próbował dotknąć choćby jego szaty. Następną mowę odwołano. Poprosił o przyspieszenie wyjazdu do Ojai, po czym rozdał swoje indyjskie ubrania. 4 stycznia 1986 wygłosił w Madrasie ostatnią mowę w życiu. Odbyło się jeszcze parę spotkań Zarządu Krishnamurti Foundation of India i seria pożegnań. Spotkał się z Rukmini Arundale, która również miała przed sobą kilka tygodni życia. Ostatniego wieczoru odbył spacer po plaży, na której Leadbeater odkrył go siedemdziesiąt sześć lat wcześniej.
10 stycznia odleciał do Los Angeles. Witającej go na lotnisku Mary Zimbalist powiedział: „To nie chce zamieszkiwać chorego ciała”. Miał silne bóle brzucha i ledwie trzymał się na nogach. Badania w szpitalu wykazały raka trzustki z przerzutami do wątroby. 30 stycznia na własną prośbę opuścił szpital, by umrzeć w Sosnowej Chacie. Odwiedziło go tam wielu najbliższych współpracowników. 7 lutego na jego życzenie jeden z nich nagrał na magnetofon rwące się słowa:
Mówiłem już dziś rano – przez siedemdziesiąt lat ta najwyższa energia – nie – ta bezgraniczna energia, bezgraniczna inteligencja używała tego ciała. Nie sądzę, by ludzie pojmowali, jaka to potężna energia i inteligencja przechodziły przez to ciało – to dwunastocylindrowy silnik – i przez siedemdziesiąt lat – to był dość długi okres – a teraz ciało nie może już wytrzymać. Nikt, o ile ciało nie zostało bardzo starannie przygotowane, chronione i tak dalej – nikt nie może pojąć, co przez to ciało przeszło. Nikt. Niech nikt nie próbuje. Nikt. Powtarzam: nikt z nas ani z publiczności nie wie, co się działo. Wiem, że nie wiedzą. I po siedemdziesięciu latach to się skończyło. Nie żeby tej energii i inteligencji – ona tu jakoś jest, co dzień, a zwłaszcza w nocy – i po siedemdziesięciu latach to ciało nie może tego wytrzymać – nie może więcej wytrzymać. Nie może. Hindusi mają na ten temat wiele paskudnych przesądów – że chcesz i ciało przemija – i wszystkie tego rodzaju nonsensy. Nie znajdziecie innego ciała takiego jak to, lub tej najwyższej inteligencji działającej w jakimś ciele przez setki lat. Nie ujrzycie tego znów. Gdy on odchodzi, to odchodzi. Nie ma żadnej świadomości pozostającej poza tą świadomością, poza tym stanem. Oni wszyscy będą udawać lub będą próbować sobie wyobrazić, że mogą się z tym zetknąć. Być może jakoś się zetkną, jeśli ucieleśnią nauczanie. Ale nikt tego nie dokonał. Nikt. Tak to już jest.
Jiddu Krishnamurti zmarł 17 lutego 1986 roku. Bez żadnych ceremonii, zgodnie z jego wolą, ciało umyto, owinięto, włożono do tekturowej trumny i po przewiezieniu do krematorium w Ventura spalono. Prochy podzielono na trzy części. Tę przewiezioną do Indii wsypano do Gangesu w Rajghat i u jego himalajskich źródeł, a także do rzeki Adyar u jej ujścia do Zatoki Bengalskiej. Dwie pozostałe części rozsypano w Ojai i w Anglii.

## Sedno nauczania Krishnamurtiego
21 października 1980, na prośbę Mary Lutyens, Krishnamurti spisał krótkie podsumowanie swojego nauczania.
Sedno nauczania Krishnamurtiego zawarte jest w oświadczeniu, jakie złożył w 1929 r.: „Prawda jest krainą bez dróg”. Nie ma takiej organizacji, takiej wiary, takiego dogmatu, kapłana czy rytuału, nie ma takiej filozoficznej wiedzy czy psychologicznej techniki, dzięki którym człowiek mógłby do niej dotrzeć. Musi ją znaleźć w zwierciadle związków, dzięki zrozumieniu treści własnego umysłu, dzięki obserwacji, a nie w wyniku intelektualnej analizy czy introspekcyjnych podziałów. Człowiek stworzył w sobie obrazy mające zapewnić mu bezpieczeństwo – religijne, polityczne, osobiste. Przejawiają się one jako symbole, idee, wierzenia. Brzemię tych obrazów opanowuje jego myślenie, jego związki i codzienne życie. Obrazy te wywołują nasze problemy, gdyż oddzielają człowieka od człowieka. Postrzeganie przezeń życia kształtowane jest przez pojęcia już ustalone w jego umyśle. Treść jego świadomości to całe jego istnienie. Ta treść jest wspólna dla całej ludzkości. Indywidualność to nazwa, forma i powierzchowna kultura jaką przejmuje on z tradycji i otoczenia. Wyjątkowość człowieka tkwi nie w tym, co powierzchowne, ale w pełnej wolności od treści jego świadomości, która jest wspólna całej ludzkości. Nie jest on zatem jednostką.
Wolność nie jest reakcją; wolność nie jest wyborem. Człowiek łudzi się, że jest wolny, gdyż może wybierać. Wolność jest czystą obserwacją bez ukierunkowania, bez lęku przed karą, bez lęku o nagrodę. Wolność nie ma motywu, wolność leży nie u kresu ewolucji człowieka, ale na samym początku jego istnienia. Obserwując zaczynamy odkrywać brak wolności. Wolność znajdujemy w niewybiórczym uświadomieniu sobie naszej codziennej egzystencji i działalności.
Myśl jest czasem. Myśl rodzi się z doświadczeń i wiedzy, których nie da się oddzielić od czasu i przeszłości. Czas jest psychologicznym wrogiem człowieka. Nasze działania oparte są na wiedzy, a zatem na czasie, tak więc człowiek jest zawsze niewolnikiem przeszłości. Myśl jest zawsze ograniczona, żyjemy zatem w stałym konflikcie i walce. Nie istnieje psychologiczna ewolucja.
Gdy człowiek pocznie uświadamiać sobie ruch własnych myśli, to ujrzy podział na myślącego i myśl, obserwującego i to, co obserwowane, na doświadczającego i doświadczenie. Odkryje, że ten podział jest iluzją. Tylko wtedy następuje czysta obserwacja będąca wglądem bez cienia przeszłości bądź czasu. Ten bezczasowy wgląd wywołuje dogłębną, radykalną przemianę umysłu.

Pełna negacja jest istotą tego, co pozytywne. Jedynie gdy neguje się te wszystkie rzeczy stworzone psychologicznie przez myśl, pojawia się miłość będąca współczuciem i zrozumieniem.

## Książki Krishnamurtiego w języku polskim
Pełny wykaz tekstów Krishnamurtiego w polskich przekładach – poczynając od okresu teozoficznego – znaleźć można w: Jiddu Krishnamurti, Wolność absolutna : wybór mów i pism, Łódź: Ravi 2006. Poniżej wymieniono tylko wybrane teksty z lat 1947–1986.
- Nowe podejście do życia, tłum. Wanda Dynowska. Bangalur: Biblioteka Polsko-Indyjska 1948, ss. 21. Następne wydania Madras: Biblioteka Polsko-Indyjska 1954, Bombaj: Biblioteka Polsko-Indyjska 1975.
- Dogłębna przemiana człowieka jako jedyne wyjście z obecnego chaosu : z przemówień w Londynie w 1953 r., tłum. Wanda Dynowska. Madras: Biblioteka Polsko-Indyjska 1954, ss. 96. W następnych wydaniach Przemiana człowieka. Bombaj: Biblioteka Polsko-Indyjska 1969, 1975.
- Uwagi o ludziach i życiu, tłum. Wanda Dynowska. Madras: Biblioteka Polsko-Indyjska 1959, ss. 180. Wyd. 2 Bombaj: Biblioteka Polsko-Indyjska 1970. (Wybór z I tomu Commentaries on Living). Przedruk Wrocław: Thesaurus Press, 1994.
- Uwagi o ludziach i życiu, tłum. Wanda Dynowska. (Wybór z II i III tomu Commentaries on Living). Madras: Biblioteka Polsko-Indyjska 1968, ss. 204.
- O konieczności przemiany, tłum. Szczęsny Górski. Poznań: Zysk i S-ka Wydawnictwo 1994, ss. 176.
- Wolność od znanego, tłum. Franciszek Urbańczyk i Ewa Sioma-Oświecimska. Warszawa: Pusty Obłok 1986, 90 s. Poznań: Zysk i S-ka 1994, 112 s.
- Listy do szkół, tłum. Anna Domańska i Danuta Chwastniewska. Warszawa: Pusty Obłok 1987, ss. 127.
- Szkoła zrozumienia, tłum. Michał Frostowicz-Zahorski. Wrocław: Thesaurus Press 1992, ss. 125.
- Krishnamurti i Bohm, Wolność od czasu. Trzynaście dialogów, tłum. Adam Sobota. Wrocław: Thesaurus Press 1995.
- Jedyna rewolucja, tłum. Wojciech Sady. Poznań: Zysk i S-ka Wydawnictwo 1995, ss. 168.
- Rozmowy z samym sobą, tłum. Jacek Kryg. Poznań: Rebis 1996, ss. 160. (Z Posłowiem tłumacza, pełnym błędów.)
- Ty jesteś światem, tłum. Tomasz Sikora. Poznań: Rebis 1997, ss. 181.
- Księga życia. Codzienne medytacje z Krishnamurtim. Przełożyli Jacek Kryg i Edyta Wittchen. Poznań: Rebis 2002, ss. 434. (Wybór fragmentów z mów i pism Krishnamurtiego z lat 1933–1968. Pełny błędów wstęp Jacka Kryga, który wcześniej stanowił w.w. posłowie).
- Wolność absolutna: wybór mów i pism, tłum. Wojciech Sady. Łódź: Wydawnictwo Ravi 2006, ss. 302. („Rozwiązanie Zakonu Gwiazdy” (1929), 7 mów z lat 1934–35, fragmenty The First and Last Freedom (1954), Commentaries on Living (1956–58), Life Ahead (1963), Freedom from the Known (1969), Krishnamurti's Journal (1982), 7 mów i rozmów z lat 1950–1977, „Sedno nauczania Krishnamurtiego” (1981) i 5 mów z lat 1975–1985.
- Całkowicie inny sposób życia: rozmowa profesora Allana W. Andersona z J. Krishnamurtim, tłum. Rafał Kubik. Katowice: KOS 2008, ss. 354.
- Pierwsza i ostatnia wolność, tłum. Rafał Kubik. Katowice: KOS 2011, ss. 284.
- Dziennik z podróży, tłum. Rafał Kubik. Katowice: KOS 2012, ss. 346.